# Супангмунг
Супангмунг (асам.: স্বৰ্গদেউ চক্ৰধ্বজ সিংহ) — видатний ахомський цар, за часів правління якого держава повернула собі Ґувахаті з-під могольського володарювання. Супангмунг славився своєю жорстокою вдачею.